# Our Modern Maidens
Our Modern Maidens és una pel·lícula estatunidenca dramàtica muda del 1929 dirigida per Jack Conway. Protagonitzada per Joan Crawford en la seva última pel·lícula muda, la pel·lícula també compta amb Rod La Rocque, Douglas Fairbanks, Jr., i Anita Page. Our Modern Maidens no té cap diàleg audible, però presenta una banda sonora sincronitzada i efectes de so.

## Argument
Billie Brown ha de casar-se aviat amb Gil Jordanie, però són al mateix temps enamorats d'altres persones. Billie usa els seus encants amb Glenn Abbott, que té la possibilitat de donar una feina a Gil. Al començament, actua només que per aquesta raó, però comprèn ràpidament que està enamorada de Gil. L'assumpte es complica quan Glenn s'adona que Billie és promesa amb Gil i pensa que Billie no té absolutament cap sentiment. Durant aquest temps, Gil s'enamora de Kentucky, la millor amiga de Billie.

## Repartiment
- Joan Crawford: Billie Brown
- Rod La Rocque: Glenn Abbott
- Douglas Fairbanks Jr.: Gil Jordan
- Anita Page: Kentucky Strafford
- Josephine Dunn: Ginger
- Edward J. Nugent: Reg
- Albert Gran: B. Bickering Brown

## Box office
Segons els registres de la MGM la pel·lícula va guanyar 675.000 dòlars als EUA i el Canadà i 182.000 A la resta del món, resultant un benefici de 248.000$.

## Reconeixements
La pel·lícula és reconeguda per l'American Film Institute en aquestes llistes:
- 2002: AFI's 100 Years...100 Passions – Nominada[2]